# Fundacja „Golgota Wschodu”
Fundacja „Golgota Wschodu” – polska fundacja z siedzibą przy ul. Dziekania 1 w Warszawie, ma osobowość prawną, a jej głównym statutowym celem jest upamiętnienie ofiar zbrodni katyńskiej.
Założycielem w kwietniu 1999 i wieloletnim prezesem Fundacji do swojej śmierci w 2007 był ks. Zdzisław Peszkowski.
Fundacja ustanowiła wyróżnienie Medal Golgoty Wschodu przyznawane za działania na rzecz dokumentowania i upamiętnienia zbrodni katyńskiej. Zostali nim uhonorowani m.in. papież Jan Paweł II, Jerzy Buzek, Marek Jurek, bp Jerzy Mazur, Filip Adwent (pośmiertnie), Andrzej Leszek Szcześniak (pośmiertnie).
W 2006 w uznaniu zasług dla Stolicy Rzeczypospolitej Polskiej fundacja uhonorowana została Nagrodą Miasta Stołecznego Warszawy.
Od 2007 do 2010 Fundacją kierowała na stanowisku wiceprezesa Teresa Walewska-Przyjałkowska, która zginęła 10 kwietnia 2010 w katastrofie polskiego samolotu Tu-154 w Smoleńsku w drodze na uroczystości 70. rocznicy zbrodni katyńskiej.
W przeszłości siedziba Fundacji mieściła się przy ulicy Dziekaniej 1, a obecnie przy ulicy Kanonia 8 lok. 1.

## Zarząd
- Halina Kurpińska – wiceprezes[11]
- Marek Różycki – członek
- Anna Felicja Rastawicka – członek
- Anna Teresa Pietraszek – członek